# Antoine Le Blanc de Guillet
Pour les articles homonymes, voir Le Blanc.
Antoine Blanc, dit Antoine Le Blanc de Guillet, est un homme de lettres français né à Marseille en 1730 et mort en 1799. 

## Biographie
Pour ne pas être négociant comme son père, il entra en 1746 dans la congrégation de l’Oratoire, et s’adonna à l’enseignement. Mais, fatigué de ce genre d’existence, il se rendit à Paris, devint l’un des collaborateurs du Conservateur, se livra à des travaux littéraires, et fit représenter plusieurs pièces qui eurent assez de succès. En 1788. 
Leblanc, bien qu’à peu près dénué de ressources, refusa une pension du gouvernement ; mais, en 1795, il accepta de la Convention un secours de 2000 francs. Peu de temps après, il fut nommé professeur de langues anciennes à l’École centrale de la rue Saint-Antoine, et est élu en 1798, membre de l’Institut, dans la Classe de littérature et beaux-arts (section de poésie).

## Œuvres
On lui doit les ouvrages suivants : Mémoires du comte de Guines, roman d’amour qui ne manque pas d’intérêt ; L’Heureux événement, comédie en trois actes et en vers (1763) ; Manco-Capac, tragédie en cinq actes, qui fut représentée en 1763, reprise en 1782 et alors imprimée. On y trouve de nobles sentiments, des attaques d’une grande hardiesse contre le despotisme, mais peu d’intérêt, et le style est fréquemment emphatique et bizarre. C'est à cette pièce qu’appartient ce vers, souvent cité comme un modèle de cacophonie :

« Crois-tu de ce forfait Manco-Capac capable ? »

Mentionnons encore : les Druides, tragédie en cinq actes, jouée en 1772, mais défendue après sa douzième représentation, sur la demande de l’archevêque de Paris ; Albert Ier ou Adeline, comédie héroïque en trois actes, jouée seulement en 1775 ; le Lit de justice (1774, in-8°) ; Discours en vers sur la nécessité du dramatique et du pathétique en tout genre de poésie (1783, in-8°) ; Virginie, tragédie qui ne fut pas représentée (1786, in-8°) ; De la nature des choses, traduction en vers du poème de Lucrèce (1788-1791, 2 vol. in-8°) ; le Clergé dévoilé ou les États généraux de 1303, tragédie non représentée (1791, in-8°) ; Tarquin ou la Royauté abolie, tragédie (1794, in-8°), etc.